# Melanophoxus
Melanophoxus is een geslacht van rechtvleugeligen uit de familie sabelsprinkhanen (Tettigoniidae). De wetenschappelijke naam van dit geslacht is voor het eerst geldig gepubliceerd in 1907 door Karny.

## Soorten
Het geslacht Melanophoxus omvat de volgende soorten:
- Melanophoxus brunneri Karny, 1907
- Melanophoxus griffinii Karny, 1911